# Бризак, Женевьева
Женевьева Бризак (фр. Geneviève Brisac, род. 18 октября 1951, Париж) — французская писательница.
Она является лауреатом премии Фемина в 1996 году за роман Week-end de chasse à la mère, переведённый на английский язык как Losing Eugenio (2000) и названный в The New York Times «слегка убедительным текстом»; в Publishers Weekly роман описан как «элегантное повествовательное искусство».
Она также пишет рассказы и произведения для детей, а также является литературным критиком для Le Monde, и вместе с Кристофом Оноре она написала сценарий к фильму Оноре Моя девочка не хочет… (фр. Non Ma Fille, Tu N'iras pas Danser) (2009). Страдая от анорексии с детства, она написала «автобиографически-вымышленный» роман «Маленькая» (1994), в котором рассказывает о своей борьбе с болезнью.
Женевьева так заявляет о своей любви к книгам: «Книги несколько раз спасали мне жизнь. Мой долг безграничен».

## Публикации
- Madame Placard, Paris, Gallimard, 1989.
- Les filles, Paris, Gallimard, 1997.
- Week-end de chasse à la mère, Paris, Seuil, 1998.
- Une année avec mon père, Paris, Éd. de l'Olivier, 2010.
- Pour qui vous prenez-vous ?, Paris, Éd. de l'Olivier, 2001.
- Petite, Paris, Éditions Points, 2015.